# Nedakonice
Obec Nedakonice se nachází v okrese Uherské Hradiště ve Zlínském kraji. Žije zde přibližně 1 600 obyvatel.

## Název
Jméno se vyvíjelo od varianty Naconice (1220), Nenakuniz (1228), Nachoniz (1238), Naconiz (1250, 1265), Nacanycz (1320), Nedakunycze (1441), Nedakaunitz (1669), Nedakonicz (1720), Nedakunicz (1751), Nedakonitz a Nedakonice (1846) až k podobě Nedakonice v roce 1924. Původní místní jméno ze 13. a počátku 14. století znělo Nakonice. Vzniklo z osobního jména Nakon a jeho význam byl "Nakonovi lidé". Jméno Nakonice bylo rozšířeno předsunutím negace na Nenakonice a disimilací n-n > n-d vzniklo jméno Nedakonice. Pojmenování je rodu ženského, čísla množného, genitiv zní Nedakonicím.

## Historie
První písemná zmínka o obci pochází z roku 1220.
Pod vlivem moravských husitských vůdců a kleriků Bedřicha ze Strážnice a Tomáše z Vizovic vznikl nedaleko obce koncem roku 1420 pokusili založit Nový Tábor či též „moravský Tábor“, opevněné husitské sídlo na tzv. Nedakonickém ostrově u řeky Moravy. Tento projekt se nezdařil: tábor byl ohrožován vojsky druhé křížové protihusitské výpravy, rozpuštěn a v říjnu 1421 jeho členové poraženi v bitvě u Uherského Ostrohu (Tomáš z Vizovic v bitvě zahynul) a přeživší rozptýleni do jiných husitských svazů. Destrukce Nového Tábora spolu s odporem většiny moravské šlechty k husitství přispěly spolu s dalšími faktory k daleko menší zdejší míře rozšíření tohoto hnutí na Moravě, nežli v Čechách. Existence nového tábora souvisí také s přítomností kalicha ve znaku obce.
Roku 1934 byl v rámci regulace koryta Moravy zavezen zeminou Nedakonický ostrov.

## Pamětihodnosti
- Socha svatého Jana Nepomuckého (1740), u mostu
- Husitský sloup (1421), na návsi
- Kostel sv. Floriána (1932)
- Zdymadlo Nedakonice (1938)

## Významné osobnosti
- Ludvík Lacina (1868–1928) – český katolický kněz, vojenský kaplan, major ve výslužbě
- Vojtěch Mareček OFM (1924–2012) – český katolický kněz, františkán, asistent řádového provinciála, spoluzakladatel Křesťanského gymnázia v Praze
- Ludvík Motyčka (1932–?) – český a československý politik, po revoluci český ministr stavebnictví a poslanec Sněmovny národů Federálního shromáždění za KDU-ČSL, poslanec České národní rady a Poslanecké sněmovny
- Jiří Friml (* 1973) – český biolog zabývající se fyziologií rostlin

## Galerie

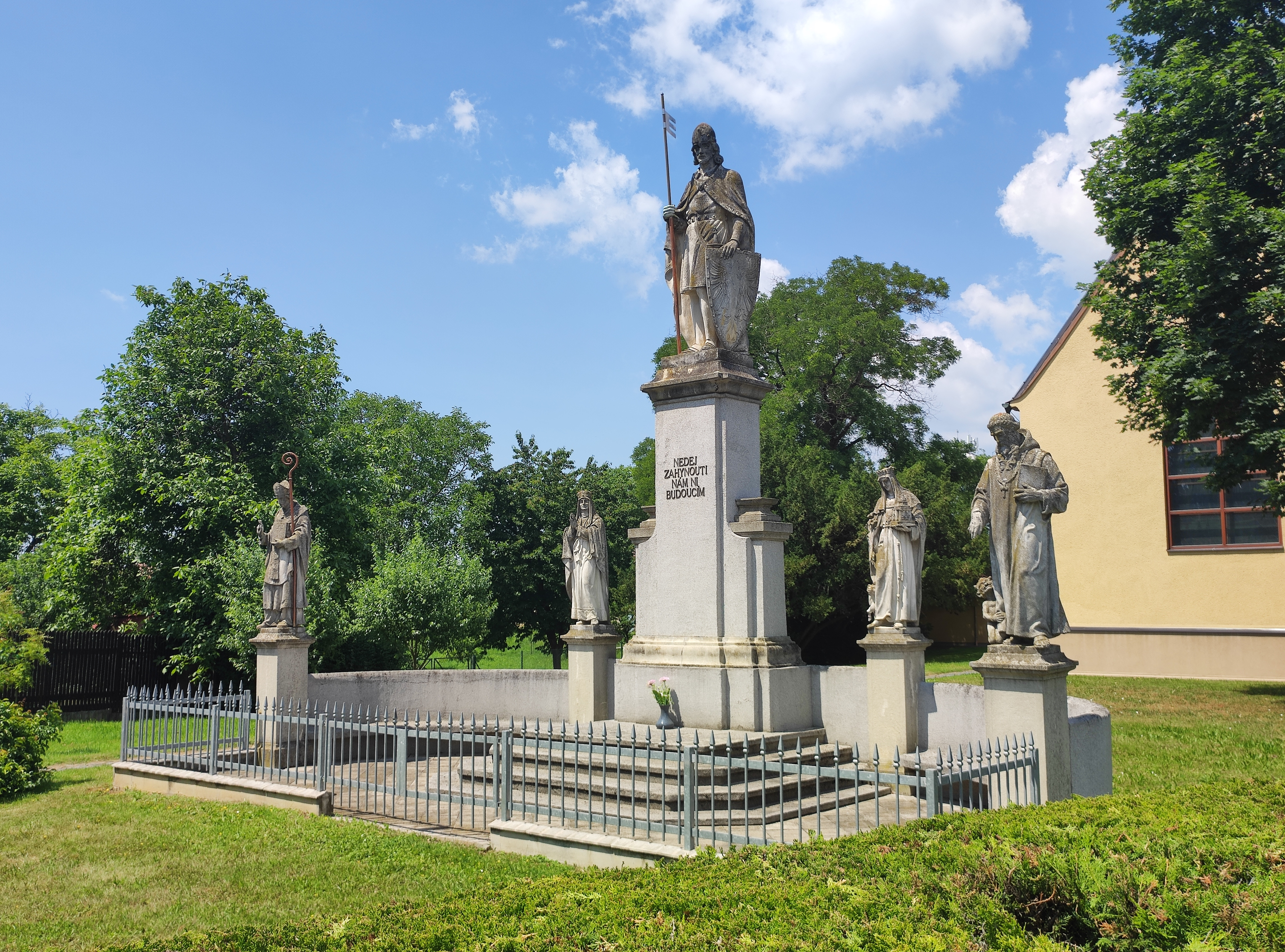
Sousoší sv. Václava
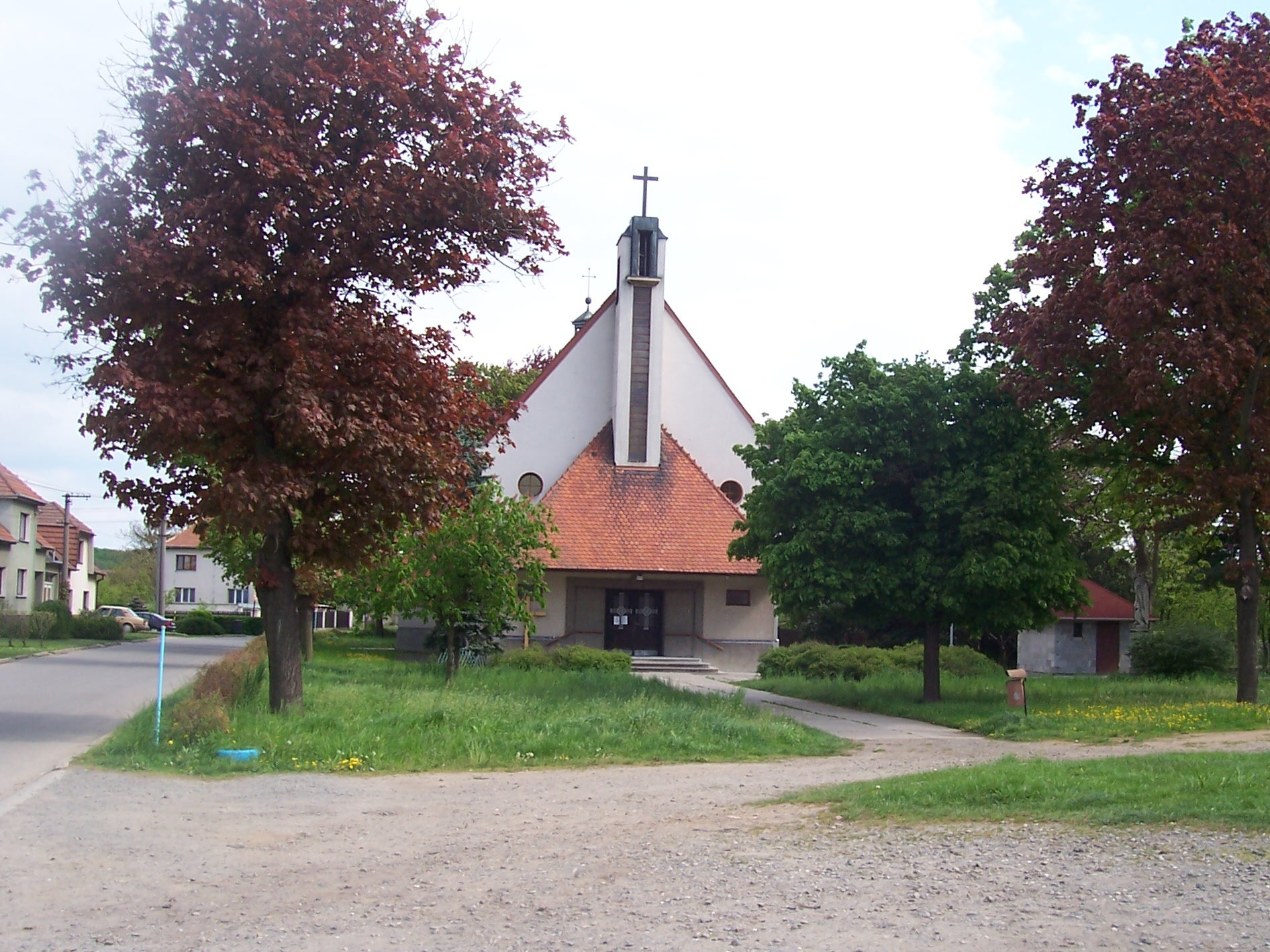
Kostel sv. Floriána
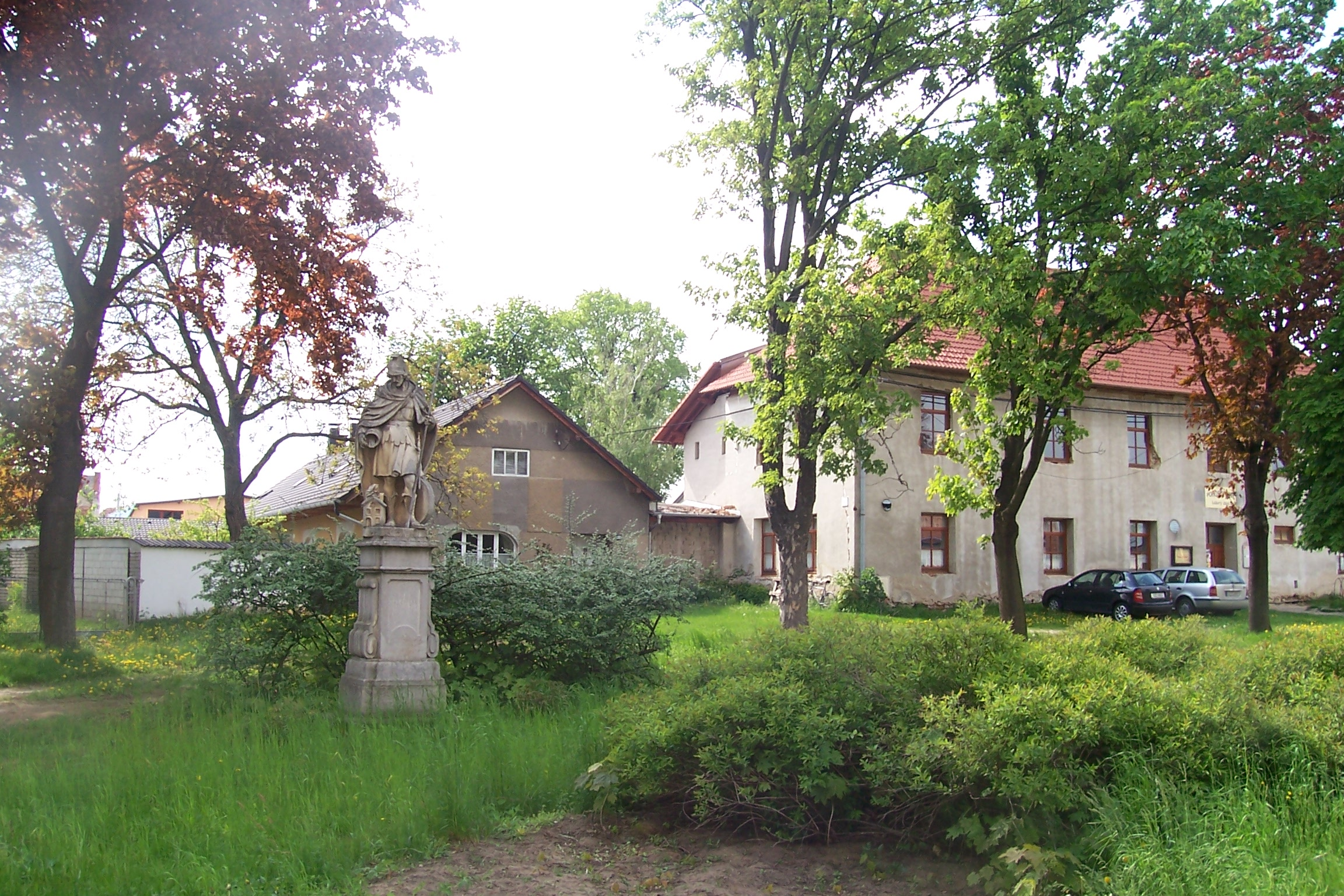
Socha sv. Floriána před kostelem
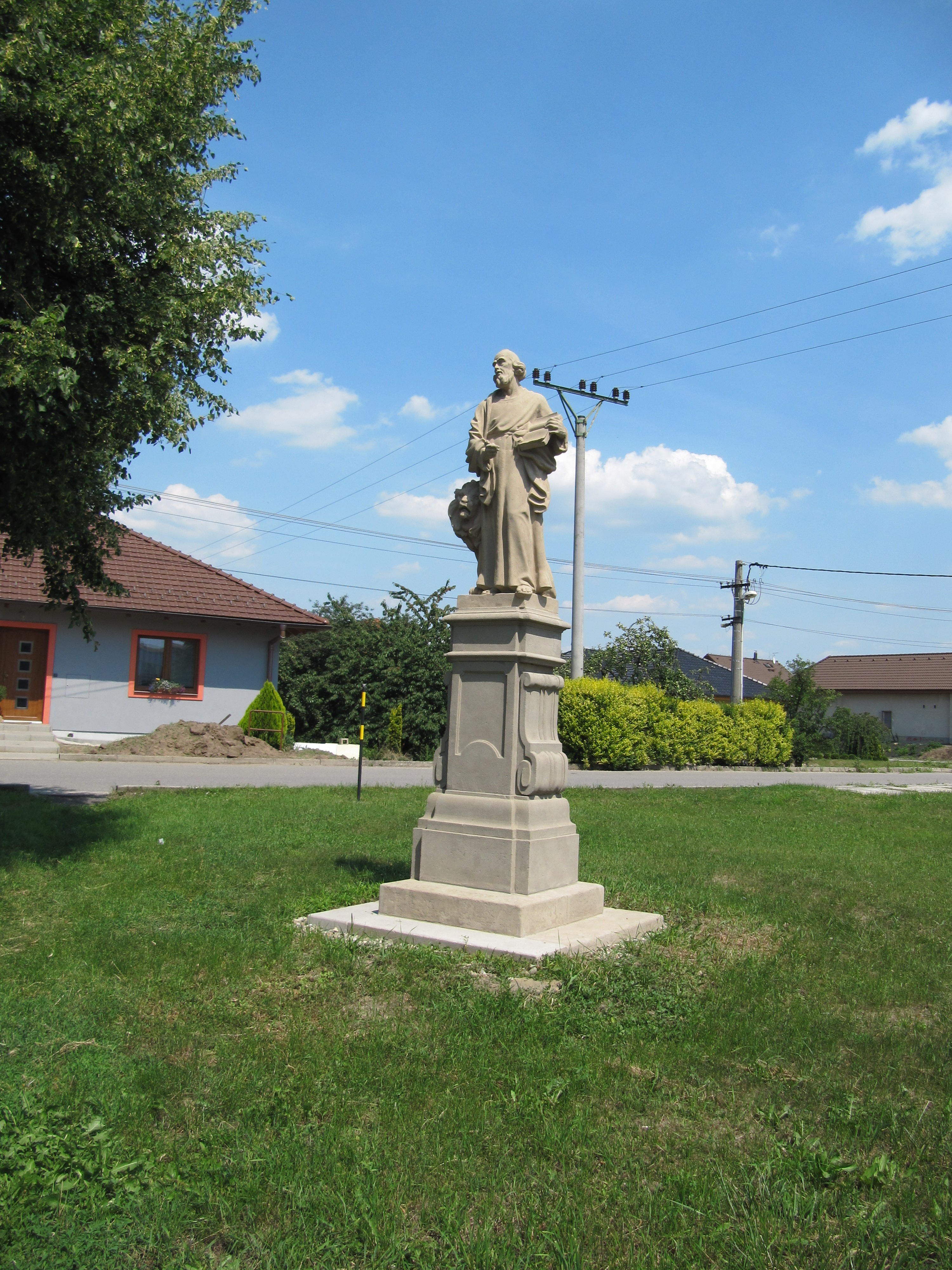
Socha sv. Marka
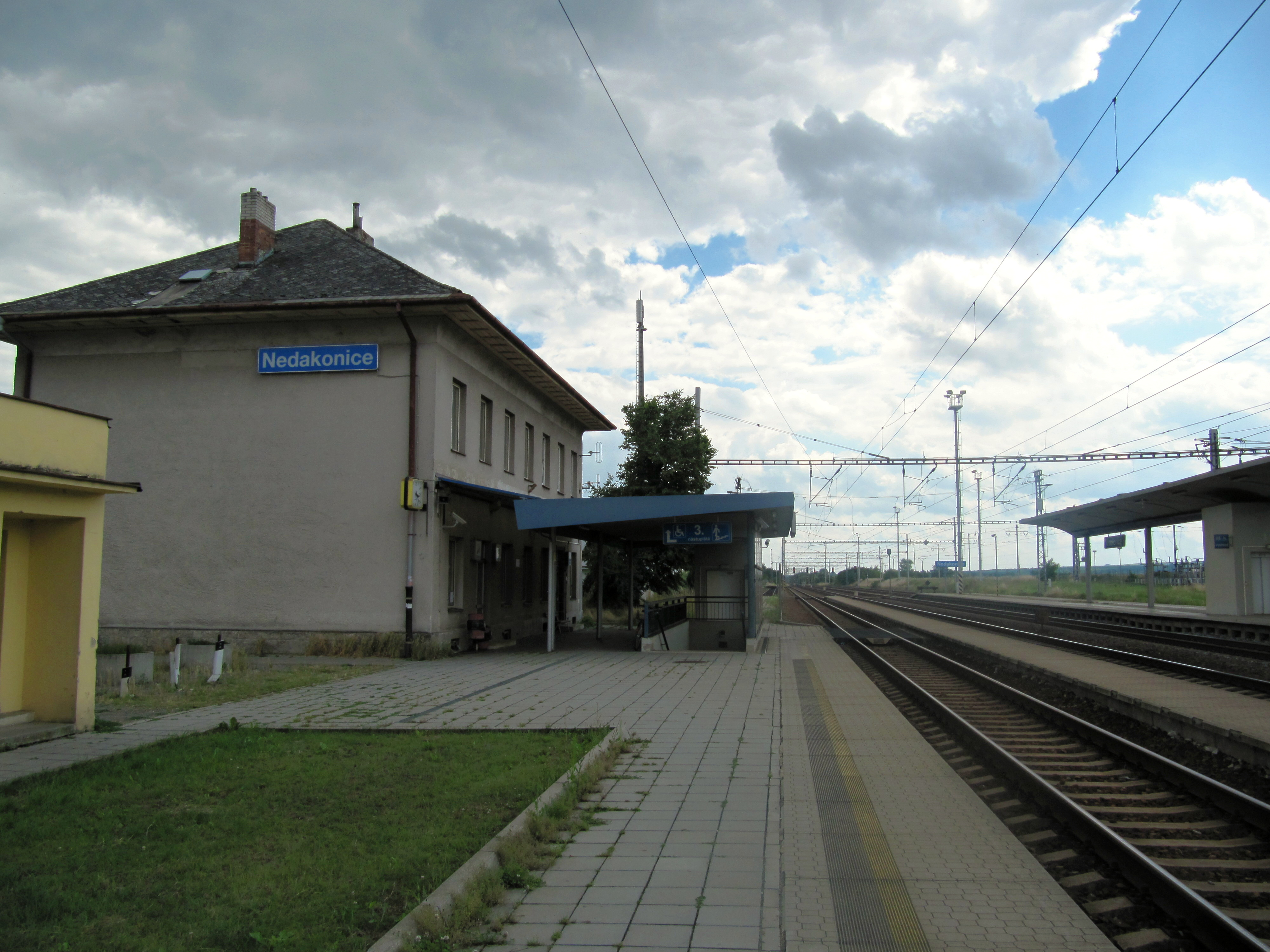
Železniční stanice